# Ribier
Ribier – obszar niemunicypalny w hrabstwie Kern, w Kalifornii, w Stanach Zjednoczonych. Leży na wysokości 136 m.